# 갈락티톨 2-탈수소효소
갈락티톨 2-탈수소효소(영어: galactitol 2-dehydrogenase) (EC 1.1.1.16)는 다음과 같은 화학 반응을 촉매하는 효소이다.
갈락티톨 + NAD+  ⇄  D-타가토스 + NADH + H+
갈락티톨 2-탈수소효소의 2가지 기질은 갈락티톨, NAD+이며, 3가지 생성물은 D-타가토스, NADH, H+이다.
갈락티톨 2-탈수소효소는 산화환원효소 부류에 속하며, 특히 공여체가 CH-OH기이고 수용체가 NAD+ 또는 NADP+인 효소에 속한다. 갈락티톨 2-탈수소효소는 갈락토스 대사에 참여한다.

## 명명법
갈락티톨 2-탈수소효소의 계통명은 갈락티톨:NAD+ 2-산화환원효소(영어: galactitol:NAD+ 2-oxidoreductase)이다. 갈락티톨 2-탈수소효소는 둘시톨 탈수소효소(영어: dulcitol dehydrogenase)라고도 불린다.

## 같이 보기
- 갈락티톨
- 탈수소효소
- 산화환원효소

## 참고 문헌
- Shaw DR (November 1956). “Polyol dehydrogenases. 3. Galactitol dehydrogenase and D-iditol dehydrogenase”. 《The Biochemical Journal》 64 (3): 394–405. doi:10.1042/bj0640394. PMC 1199749. PMID 13373783.